# Franco Cagnotto

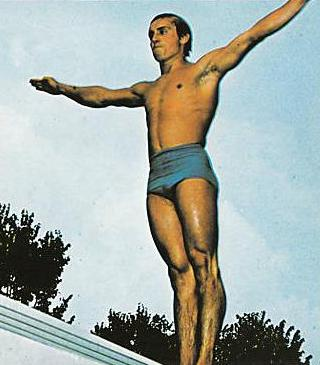
Franco Cagnotto

Franco Giorgio Cagnotto (* 2. Juni 1947 in Turin) ist ein ehemaliger italienischer Turmspringer und fünfmaliger Olympiateilnehmer. 
Zum ersten Mal trat Franco Giorgio Cagnotto bei den Olympischen Spielen 1964 in Tokio an. Dort belegte er im Kunstspringen Platz 10, vom Turm Platz 23. Schon vier Jahre später verbesserte er sich bei den Olympischen Spielen 1968 in Mexiko-Stadt auf Platz 5 im Kunstspringen und auf Platz 8 vom Turm. Seinen erfolgreichsten olympischen Wettbewerb hatte er bei den Olympischen Spielen 1972 in München mit Silber im Kunstspringen und Bronze vom Turm. Bei den Olympischen Spielen 1976 in Montreal konnte er seinen Erfolg beim Kunstspringen wiederholen und gewann wieder Silber. Er gewann nochmals Bronze in dieser Disziplin bei den Olympischen Spielen 1980 in Moskau.
Cagnotto stand immer im Schatten seines Landsmannes Klaus Dibiasi, der bei den Olympischen Spielen 1964 bis 1976 erfolgreicher abschnitt als er. 1981 beendete er seine Karriere als Kunst- und Turmspringer. Im Jahr 1992 wurde er in die Ruhmeshalle des internationalen Schwimmsports aufgenommen. 
1985 wurde seine Tochter Tania geboren, die ebenfalls eine erfolgreiche italienische Turmspringerin ist und von ihm trainiert wird. Cagnotto lebt mit seiner Frau Carmen Casteiner (ebenfalls eine erfolgreiche Turmspringerin) in Bozen.